# Recht der Datenverarbeitung
Die Zeitschrift Recht der Datenverarbeitung (RDV) erscheint im Datakontext Verlag. Mitherausgeberin ist die Gesellschaft für Datenschutz und Datensicherheit e. V. (GDD). Sie betreut die Zeitschrift redaktionell. RDV erscheint sechsmal jährlich.
In der Zeitschrift finden sich aktuelle Artikel über Änderungen und Entwicklungen des Datenschutz- und Informationsfreiheitsrechts sowie Übersichten über verwandte Gebiete wie beispielsweise Personaldatenverarbeitung, Urheberrecht oder auch Computerstrafrecht. RDV beobachtet weiterhin die entsprechenden politischen Entwicklungen im nationalen, europäischen und internationalen Bereich und berichtet über die Datenschutz-Rechtsprechung.

## Themenverwandte Fachzeitschriften
- Datenschutz Nachrichten (DANA) ISSN 0173-7767
- Datenschutz und Datensicherheit (DuD) ISSN 0724-4371
- Multimedia und Recht (MMR) ISSN 1434-596X
- Zeitschrift für Datenschutz (ZD) ISSN 2192-5593
- Computer und Recht (CR) ISSN 1439-8001
- Kommunikation & Recht (K&R) ISSN 1434-6354
- Datenschutz-Berater (DSB) ISSN 0170-7256
- Medialex; ISSN 1420-3723
- Zeitschrift für Medien- und Kommunikationsrecht (AfP) ISSN 0341-5198 – ISSN 0949-2100
- Zeitschrift für Urheber- und Medienrecht (ZUM) ISSN 0177-6762